# Kroatische Basketballnationalmannschaft
Die kroatische Basketballnationalmannschaft wurde 1992 gegründet. Ihren größten Erfolg erzielte die kroatische Mannschaft im selben Jahr bei den Olympischen Sommerspielen in Barcelona. Die Spieler gewannen die Silbermedaille des Turniers und mussten sich damals lediglich den Profis des US-Dream Teams geschlagen geben. Zu den weiteren Erfolgen gehören zwei Drittplatzierungen bei der Basketball-Europameisterschaft 1993 und der Basketball-Europameisterschaft im Jahr 1995. Auch bei der Basketball-Weltmeisterschaft 1994 errang das kroatische Basketballteam die Bronzemedaille.

## Geschichte
Die Anfänge des Basketballsports auf dem Gebiet des heutigen Kroatiens ist mit dem Aufenthalt des US-Amerikaners William Weilland verbunden. Als Vertreter der amerikanischen Christian Youth Association hielt er sich im Jahre 1924 in Zagreb auf und stellte die zu jener Zeit neue Sportart vor. Danach wurde der Kroatische Basketballverband am 19. Dezember 1948 gegründet. Vor dem Zerfall des ehemaligen Jugoslawiens war der kroatische Basketballbund bis zum 17. November 1991 Teil des gesamtjugoslawischen Basketballbundes.
Den Erfolgen der ehemaligen gesamtjugoslawischen Basketballnationalmannschaft ist hinzuzufügen, dass dabei Basketballspieler aus Kroatien insgesamt 27 Medaillen von insgesamt 60 bei internationalen Wettbewerben und 6 Goldmedaillen von 12 bei Olympischen Spielen gewonnen haben. Bei acht der insgesamt neun Erfolge der ehemaligen, gesamtjugoslawischen Basketballnationalmannschaft an Europa- und Weltmeisterschaften waren jeweils mindestens 5 Spieler kroatischer Herkunft im Spielerkader aufgeboten.
Zu den bekanntesten gehörten: Petar Skansi, Damir Šolman, Ratomir Tvrdić, Krešimir Ćosić, Željko Jerkov, Nikola Plećaš, Zvonko Petričević, Josip Đerđa, Mihovil Nakić, Andro Knego, Stojko Vranković, Velimir Perasović, Toni Kukoč, Dino Rađa, Arijan Komazec, Žan Tabak, und Dražen Petrović. Zudem gewannen kroatische Vereinsmannschaften wie z. B. Jugoplastika Split (POP 84), heute KK Split, oder Lokomotiva Cibona, heute Cibona Zagreb, wichtigste europäische Vereinstitel. Der Kroatische Basketballbund wurde am 19. Januar 1992 in den Weltbasketballverband FIBA aufgenommen.
Bei den Olympischen Spielen 1992 wurde die kroatische Auswahl nur vom US-amerikanischen Dream Team geschlagen und gewann die Silbermedaille. Es blieb jedoch das einzige Mal, dass die „Goldene Generation“ des kroatischen Basketballs geschlossen bei einer Endrunde antrat, da Petrović im folgenden Jahr bei einem Autounfall ums Leben kam und andere Spieler, teils verletzungsbedingt, für einzelne Turniere ausfielen. Dennoch erreichte Kroatien bei der Europameisterschaft 1993, der Weltmeisterschaft 1994 und der Europameisterschaft 1995 jeweils ungeschlagen das Halbfinale, wo sie jedoch zweimal der russischen Auswahl und einmal Litauen unterlag. Kurioserweise traf man bei allen drei Turnieren im Spiel um Platz drei auf Griechenland und gewann alle diese Partien. Die Olympischen Spiele 1996 brachten dann lediglich einen siebten Platz ein, und mit dem anschließenden Generationenwechsel folgten Jahre ausbleibender sportlicher Erfolge. Erst 2008 gelang mit der Qualifikation für die Olympischen Spiele wieder die Teilnahme an einem auf weltweiter Ebene ausgetragenen Turnier.

## Team

### Aktueller Kader
| Spieler | Spieler           | Spieler           | Spieler | Spieler | Spieler  | Spieler               |
| Nr.     | Name              | Geburt            | Größe   | Info    | Einsätze | Verein                |
| ------- | ----------------- | ----------------- | ------- | ------- | -------- | --------------------- |
|         |                   | Guards (PG, SG)   |         |         |          |                       |
| 2       | Krešimir Radovčić | 19.04.1997        | 1,95 m  |         | 5/5      | KK Helios Domžale     |
| 11      | Mateo Drežnjak    | 08.03.1999        | 1,96 m  |         | 5/5      | HKK Široki Brijeg     |
| 18      | Roko Badžim       | 18.08.1997        | 1,96 m  |         | 5/5      | KK Petrol Olimpija    |
| 32      | Roko Rogić        | 25.09.1992        | 1,85 m  |         | 5/5      | ČEZ Nymburk           |
|         |                   | Forwards (SF, PF) |         |         |          |                       |
| 12      | Pavle Marčinković | 06.05.1989        | 1,97 m  |         | 5/5      | KK Split              |
| 17      | Domagoj Vuković   | 29.10.1993        | 2,06 m  |         | 4/5      | KK Zadar              |
| 26      | Luka Babić        | 29.09.1991        | 2,01 m  |         | 4/5      | OGM Ormanspor Ankara  |
| 27      | Ivan Ramljak      | 09.08.1990        | 2,03 m  |         | 3/5      | KK Krka Novo mesto    |
| 33      | Željko Šakić      | 14.04.1988        | 2,06 m  |         | 5/5      | Lietkabelis Panevėžys |
|         |                   | Center (C)        |         |         |          |                       |
| 6       | Marjan Čakarun    | 27.04.1990        | 2,04 m  |         | 5/5      | KK Koper Primorska    |
| 30      | Antonio Vranković | 28.10.1996        | 2,13 m  |         | 5/5      | Duke Blue Devils      |
| 34      | Marin Marić       | 21.02.1994        | 2,11 m  |         | 4/5      | Okapi Aalstar         |

| Trainer  | Trainer            | Trainer          |
| Nat.     | Name               | Position         |
| -------- | ------------------ | ---------------- |
| Kroatien | Veljko Mršić       | Cheftrainer      |
| Kroatien | Domagoj Kujundžić  | Assistenztrainer |
| Kroatien | Ivan Perinčić      | Assistenztrainer |
| Kroatien | Dr. Miran Martinac | Mannschaftsarzt  |
| Kroatien | Nikica Šižgorić    | Physiotherapeut  |
| Kroatien | Igor Kolarić       | Sportdirektor    |

| Legende              | Legende            |
| Abk.                 | Bedeutung          |
| -------------------- | ------------------ |
| (C)                  | Mannschaftskapitän |
| Quellen              |                    |
| Teamhomepage         |                    |
| Ligahomepage         |                    |
| Stand: 15. Juli 2019 |                    |

| Legende              | Legende            |
| Abk.                 | Bedeutung          |
| -------------------- | ------------------ |
| (C)                  | Mannschaftskapitän |
| Quellen              |                    |
| Teamhomepage         |                    |
| Ligahomepage         |                    |
| Stand: 15. Juli 2019 |                    |

## Kroatien bei Olympischen Sommerspielen

### Übersicht
| Jahr        | Gastgeberland  | Teilnahme bis …    | Letzte(r) Gegner | Ergebnis       | Trainer             | Bemerkungen und Besonderheiten                                                                                       |
| ----------- | -------------- | ------------------ | ---------------- | -------------- | ------------------- | --- |
| 1936 – 1988 |                |                    |                  |                |                     | Kroatien war Teil von Jugoslawien                                                                                    |
| 1992        | Spanien        | Finale             | USA              | Silbermedaille | Petar Skansi        | Erste Teilnahme als unabhängiger Staat; Bestes Ergebnis bei den Olympischen Sommerspielen                            |
| 1996        | USA            | Viertelfinale      | Australien       | 7. Platz       | Petar Skansi        | Man unterlag im Viertelfinale Australien mit 71:73.                                                                  |
| 2000        | Australien     | nicht qualifiziert | –                | –              | Boško Božić         | In der Zwischenrunde des EuroBaskets 1999 am direkten Vergleich mit Deutschland gescheitert.                         |
| 2004        | Griechenland   | nicht qualifiziert | –                | –              | Neven Spahija       | In der Elimination Round des EuroBaskets 2003 an Russland mit 77:81 gescheitert.                                     |
| 2008        | China          | Viertelfinale      | Spanien          | 12. Platz      | Jasmin Repeša       | Man unterlag im Viertelfinale Spanien mit 59:72.                                                                     |
| 2012        | Großbritannien | nicht qualifiziert | –                | –              | Josip Vranković     | In der Vorrunde des EuroBaskets 2011 am schlechteren Korbverhältnis im Vergleich zur finnischen Auswahl gescheitert. |
| 2016        | Brasilien      | Viertelfinale      | Serbien          | 5. Platz       | Aleksandar Petrović | Man unterlag im Viertelfinale Serbien mit 83:86.                                                                     |

## Erfolge
Olympische Sommerspiele
- Silbermedaillen (1): 1992

EuroBasket
- Bronzemedaillen (2): 1993, 1995

FIBA World Cup
- Bronzemedaillen (1): 1994

| Wettbewerb              |   |   |   | Insgesamt |
| ----------------------- | - | - | - | --------- |
| Olympische Sommerspiele | 0 | 1 | 0 | 1         |
| EuroBasket              | 0 | 0 | 2 | 2         |
| FIBA World Cup          | 0 | 0 | 1 | 1         |
| Insgesamt               | 0 | 1 | 3 | 4         |

## Ergebnisse bei internationalen Turnieren
Olympische Sommerspiele
- Barcelona 1992: Silbermedaille
- Atlanta 1996: 7. Platz
- Sydney 2000: Nicht qualifiziert
- Athen 2004: Nicht qualifiziert
- Peking 2008: Viertelfinale[2]
- London 2012: Nicht qualifiziert
- Rio de Janeireo 2016: Viertelfinale
- Tokio 2020: Nicht qualifiziert
- Paris 2024: Nicht qualifiziert

Basketball-Weltmeisterschaften
- 1994: Bronzemedaille
- 1998: nicht qualifiziert
- 2002: nicht qualifiziert
- 2006: nicht qualifiziert
- 2010: 14. Platz
- 2014: 10. Platz
- 2019: nicht qualifiziert
- 2023: nicht qualifiziert

Basketball-Europameisterschaften
- 1993: Bronzemedaille
- 1995: Bronzemedaille
- 1997: 11. Platz
- 1999: 11. Platz
- 2001: 07. Platz
- 2003: 11. Platz
- 2005: 07. Platz
- 2007: 06. Platz
- 2009: 06. Platz
- 2011: 13. Platz
- 2013: 04. Platz
- 2015: 09. Platz
- 2017: 10. Platz
- 2022: 12. Platz
- 2025: nicht qualifiziert

## Ehemalige Spieler (Auswahl)
- Stojan Vranković
- Dražen Dalipagić
- Dino Rađa
- Toni Kukoč
- Arijan Komazec
- Dražen Petrović

## Belege
1. ↑  Geschichte des Kroatischen Basketballbundes: hks-cbf.hr (Memento des Originals vom 28. September 2007 im Internet Archive)  Info: Der Archivlink wurde automatisch eingesetzt und noch nicht geprüft. Bitte prüfe Original- und Archivlink gemäß Anleitung und entferne dann diesen Hinweis. (kroatisch).
2. ↑  vgl. sportnet.hr, erfolgreiche Qualifikation der Kroatischen Basketballnationalmannschaft für die Olympischen Sommerspiele 2008 in Peking, Artikel abgerufen am 19. Juli 2008 auf Seiten der www.sportnet.hr